# Ommata cyanipennis
Ommata cyanipennis là một loài bọ cánh cứng trong họ Cerambycidae.